# Розенберг, Поль
Поль Розенберг (фр. Paul Rosenberg; 29 декабря 1881, IX округ Парижа — 29 июня 1959, Нёйи-сюр-Сен) — французский арт-дилер и галерист. Руководил галереями Paul Rosenberg & Company в Париже, Лондоне и Нью-Йорке.

## Биография
Розенберг родился в еврейской семье, которая эмигрировала из Посониума в Париж в 1859 году. Свою карьеру начал в антикварном магазине, основанном в 1870 году его отцом Александром Розенбергом (ок. 1850—1913) на авеню Оперы вместе со старшим братом Леонсом Розенбергом (1878—1947). С 1902 по 1905 год работал в Великобритании, а в 1911 году открыл собственную художественную галерею в Париже в престижном помещении на улице La Boétie, 21. Его особенно интересовали молодые художники Пабло Пикассо, Жорж Брак, Фернан Леже и Анри Матисс, и ещё в 1913 году он подписал контракт с Мари Лорансен. Чтобы снизить торговые риски, он приобретал и хранил у себя работы Эдгара Дега, Пьера-Огюста Ренуара и Огюста Родена.
В 1918 году он расстался со своим братом Леонсом, который открыл собственную галерею «Galerie de L’Effort Moderne» на соседней улице де ла Бом. Поль Розенберг представлял Пикассо по всему миру с 1918 года вместе с арт-дилером Жоржем Вильденштейном. Они ежегодно покупали большое количество его картин. Пикассо создал множество картин и рисунков, темой которых были члены семьи Розенберг. Связь Пикассо с Розенбергом продолжалась до 1939 года, а с Вильденштейном — до 1932 года.
В 1935 году Розенберг открыл ещё один филиал в Лондоне. Одолжил некоторые свои картины в США, например, Музею современного искусства, с первым директором которого Альфредом Х. Барром он поддерживал дружеские отношения. В 1940 году север Франции вместе с Парижем был оккупирован немецкими войсками; имущество Розенберга было экспроприировано правительством Виши. Из-за своего еврейского происхождения ему пришлось бежать из Франции, а в 1942 году его лишили французского гражданства. Оставив свою коллекцию, он уехал в Нью-Йорк и вновь открыл галерею на 57-й улице, представлявшую современное американское и европейское искусство. Institut d’Etudes des Questions Juives, который вёл антисемитскую пропаганду, переехал в помещение галереи на улице La Boétie.
После смерти Розенберга в 1959 году его сын Александр руководил галереей вплоть до своей смерти в 1987 году. В 2007 году вдова Александра Розенберга, Элейн, передала архив корреспонденции и фотографий Музею современного искусства.
Журналистка Энн Синклер — внучка Поля Розенберга. В 2012 году она совместно с Грассе опубликовала первую биографию своего деда «21, rue La Boétie».

## Коллекция произведений искусства

«Звездная ночь» (1889) Винсента Ван Гога была продана через Розенберга Музею современного искусства в Нью-Йорке в 1941 году

В июне 1940 года после вторжения немецких войск во Францию Розенбергу пришлось бежать через Испанию, оставив свою коллекцию произведений искусства, состоявшую в основном из работ импрессионистов и модернистов. Нацистский режим, а точнее Штаб рейхсляйтера Розенберга, конфисковал более 300 произведений искусства из его парижской квартиры, банковских сейфов и склада под Парижем. В сентябре 1940 года Штаб конфисковал ещё сто картин, хранившихся в замке Флойрак. В марте 1941 года немецкий отряд по защите иностранной валюты разыскал сейф в банке в Либурне, в котором Розенберг спрятал 162 работы. Стоимость этой коллекции оценивалась в семь миллионов франков; она была привезена в Париж в сентябре 1941 года, собрана в Jeu de Paume и продана, распределена или вывезена в немецкий рейх. После войны арт-дилер получил обратно лишь небольшую часть своей коллекции.
Эксперт по разграбленному искусству Гектор Фелисиано в своей книге «Исчезнувший музей» пишет, что в период с 1940 по 1944 год только во Франции было конфисковано 203 коллекции, содержавшие почти 22 000 произведений искусства, и подробно остановился на коллекции Розенберга. В результате идентификации картин Художественный музей Сиэтла был вынужден передать наследникам Поля Розенберга картину «Одалиска» Анри Матисса, а Центр Помпиду в Париже — картину «Женщина в красном и зелёном» Фернана Леже. Фелисиано также успешно выяснил местонахождение одной картины Клода Моне и Пьера Боннара. За ними последовали другие работы, но 64 произведения искусства из коллекции Розенберга до сих пор считаются утерянными.
Среди прочего, общественное внимание привлекло дело о картине «Водяные лилии» 1904 года Клода Моне. Она была конфискована во Флоираке в 1940 году и попала к нацистскому министру иностранных дел Иоахиму фон Риббентропу через Jeu de Paume; союзники нашли её вместе с мебелью Риббентропа в Гамбурге в 1945 году. Через некоторое время она была отправлена во Францию через Центральный пункт коллекционирования, экспонировалась в Лувре с 1950 года и в Музее изящных искусств Кана с 1974 года. Когда картина была передана на выставку работ Моне в Бостоне в 1998 году, наследники Розенберга смогли идентифицировать её и подали иск о возвращении. 29 апреля 1999 года французское государство вернуло картину наследникам.
5 ноября 2013 года прокуратура Аугсбурга представила картину Анри Матисса на пресс-конференции, посвященной художественной находке в Швабинге. Это портрет сидящей женщины, который был конфискован из банковского хранилища Поля Розенберга в Либурне рейхсляйтером Розенбергом в 1942 году; его внучка Анна Синклер требовала возвращения картины. Она была возвращена 15 мая 2015 года.